# ویولا آمهرد
ویولا پاتریشیا آمهرد (زاده ۷ ژوئن ۱۹۶۲) یک سیاستمدار سوئیسی است که از سال ۲۰۱۹ به عنوان عضو شورای فدرال سوئیس و به عنوان رئیس‌جمهور کنفدراسیون سوئیس برای سال ۲۰۲۴ (بین ۱ ژانویه تا ۳۱ دسامبر آن سال) خدمت کرده است. او رئیس دپارتمان فدرال دفاع، حفاظت مدنی و ورزش را برعهده دارد. آمهرد در سال ۲۰۲۱، به حزب دموکراتیک محافظه کار (BDP/PBD) پیوست تا در تشکیل میانه (DM/LC) نقش یابد. وی قبل از این عضو حزب مردم دموکرات مسیحی (CVP/PDC) بود.

## زندگی‌نامه

### حرفه سیاسی
آمهرد از سال ۱۹۹۲ تا ۱۹۹۶ عضو شورای شهر بریگ گلیس (استادترات، عضو اجرایی)، معاون شهرداری بریگ گلیس از سال ۱۹۹۶ تا ۲۰۰۰ و رئیس شهرداری بریگ گلیس از سال ۲۰۰۰ تا ۲۰۱۲ بود. او به نمایندگی از کانتون واله، از ۳۱ مه ۲۰۰۵ تا ۳۱ دسامبر ۲۰۱۸ عضو شورای ملی سوئیس شد. آمهرد در انتخابات شورای فدرال در ۹ دسامبر ۲۰۱۵ شرکت کرده و برای کسب کرسی خالی ایولین ویدمر-شلومپف تا ۳۱ دسامبر بعدی تلاش کرد، اگرچه نام خود را به عنوان نامزد مطرح نکرده بود. این کرسی در نهایت به گای پارملین رسید.
در جریان گمانه‌زنی‌ها در مورد نامزدی او برای عضویت در شورای فدرال، آمهرد نامزدی خود را برای جایگزینی دوریس لوتارد در ۵ اکتبر ۲۰۱۸ اعلام کرد. در ۱۶ نوامبر ۲۰۱۸، آمهرد و هایدی زی‌گراخن، یکی از مدیران محلی در کانتون آوری، در حزب CVP/PDC به عنوان نامزدهای شورای فدرال معرفی شدند. در ۵ دسامبر بعدی، او با ۱۴۸ رای به عنوان رای نخست، در کنار کارین کلر-شوتر از جناح لیبرال‌های FDP به عضویت شورای فدرال انتخاب شد.

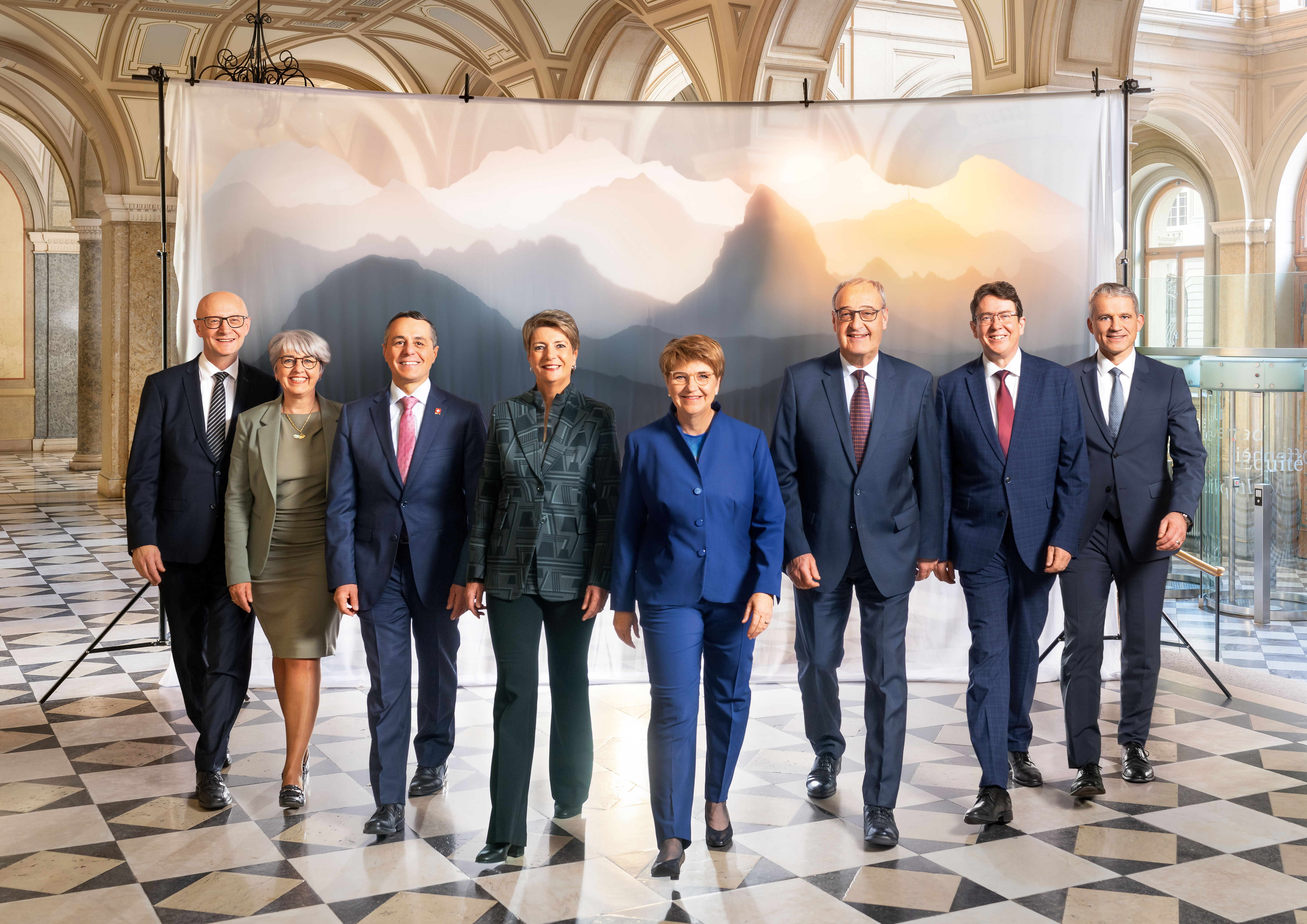
پرتره رسمی شورای فدرال در سال ریاست جمهوری آمهرد

در ۱۰ دسامبر ۲۰۱۸، اعلام شد که آمهرد از ۱ ژانویه ۲۰۱۹ ریاست دپارتمان فدرال دفاع، حفاظت مدنی و ورزش (DDPS) را بر عهده خواهد داشت. امهرد اولین زنی بود که این مقام را به دست آورد.
پس از تهاجم روسیه به اوکراین در سال ۲۰۲۲، آمهرد در آوریل ۲۰۲۲ نامه ای به توماس باخ، رئیس کمیته بین‌المللی المپیک نوشت و از کمیته بین‌المللی المپیک خواست تا مقامات روسیه و بلاروس را تعلیق کنند، کما این که کمیته المپیک هم ممنوعیت حضور ورزشکاران و مقامات هر دو کشور از مسابقات را توصیه کرد. آمهرد از تقویت نیروهای مسلح سوئیس دفاع کرده و با عضویت سوئیس در ناتو مخالفت است.
در ۷ دسامبر ۲۰۲۲، آمهرد در کنار آلین برست، که به عنوان رئیس‌جمهور انتخاب شده بود، معاونت رئیس شورای فدرال را در سال ۲۰۲۳ تجربه کرد. در ۱۳ دسامبر ۲۰۲۳، مجلس فدرال آمهرد را با ۱۵۸ رای از ۲۴۳ رای رئیس‌جمهور کنفدراسیون سوئیس برای سال ۲۰۲۴ برگزید. او در ۱ ژانویه ۲۰۲۴ در آن سمت شروع به خدمت کرد. به عنوان رئیس‌جمهور، آمهرد سخنرانی سنتی سال نو را ایراد کرده است. دوره او به عنوان رئیس‌جمهور در ۳۱ دسامبر ۲۰۲۴ به پایان رسید، زیرا کارین کلر شوتر روز بعد این مسئولیت را بر عهده گرفت. در ۱۵ ژانویه ۲۰۲۵، امهرد اعلام کرد که در مارس ۲۰۲۵ از عنوان مشاور فدرال استعفا خواهد داد.

### زندگی شخصی
آمهرد در سال ۱۹۸۲ از مدرسه گرامر لاتین در کالج بریگ فارغ‌التحصیل شد. وی از ۱۹۸۲ تا ۱۹۸۷ در دانشگاه فریبورگ در رشته حقوق تحصیل کرد و در سال ۱۹۸۷ لیسانس ''قانونین'' را دریافت کرد. پس از آن، تا سال ۱۹۹۰ یک دوره کارآموزی را به عنوان وکیل و سردفتر در بریگ گلیس به پایان رساند. در سال ۱۹۹۰ مجوز دفتر اسناد رسمی کانتون واله و در سال ۱۹۹۱ مجوز وکالت و آزمون وکالت کانتون واله را کسب نمود. از سال ۱۹۹۱، او به عنوان یک وکیل و دفتر اسناد رسمی در بریگ گلیس و از سال ۱۹۹۴ تا ۲۰۰۶ به عنوان قاضی پاره وقت در کمیسیون استیناف کارکنان فدرال کار کرده است. ویولا آمهرد مجرد است و در بریگ گلیس زندگی می‌کند.